# Michał Oleksiejczuk
Michał Oleksiejczuk (ur. 22 lutego 1995 w Łęcznej) – polski zawodnik mieszanych sztuk walki (MMA). W latach 2016–2017 mistrz federacji TFL w wadze półciężkiej. Walczył także dla PLMMA i FEN. Od października 2017 związany z federacją UFC, w której rywalizuje w wadze średniej.

## Kariera MMA

### Wczesna kariera
Pierwszą zawodową walkę MMA stoczył w 2014 roku. Walcząc głównie w Polsce w organizacjach takich jak PLMMA czy TFL zgromadził rekord 12-2 przed podpisaniem kontraktu z UFC w 2017 roku.

### UFC
Oczekiwano, że w największej amerykańskiej organizacji zadebiutuje listopada 2017 roku na UFC 217, w walce z Ionem Cuțelabą, zastępując kontuzjowanego Gadżymurada Antigułowa. Po ważeniu Cuțelaba został wykluczony z pojedynku przez USADA z powodu potencjalnego naruszenia polityki antydopingowej. Został tymczasowo zawieszony, a walka została odwołana.
Debiut Oleksiejczuka został ostatecznie wyznaczony na termin 30 grudnia 2017 roku, gdzie zmierzył się z Khalilem Rountree zastępując kontuzjowanego Gökhana Sakiego. Po walce okazało się jednak, że Oleksiejczuk miał pozytywny wynik testu na obecność klomifenu, substancji antyestrogenowej. W rezultacie Nevada Athletic Commission oficjalnie zmieniła wynik walki na nieodbytą, a Oleksiejczuk otrzymał roczne zawieszenie przez USADA.
23 lutego 2019 roku powrócił do oktagonu by zmierzyć się z Gianem Villante na gali UFC Fight Night: Błachowicz vs. Santos. Walkę wygrał przez TKO przez cios na korpus na początku pierwszej rundy. Zwycięstwo to przyniosło mu pierwszy bonus za występ wieczoru.
W kolejnej walce, którą stoczył 20 kwietnia 2019 roku zmierzył się z Gadżymuradem Antigułowem, zastępując Romana Dolidze na gali UFC Fight Night: Overeem vs. Oleinik. Znokautował rywala w pierwszej rundzie.
28 września 2019 roku na gali UFC on ESPN+ 18 skrzyżował rękawice z Ovincem Saint Preux. Przegrał walkę przez poddanie duszeniem w drugiej rundzie.
Później stoczył walkę z Jimmym Crute 23 lutego 2020 roku na UFC Fight Night 168. Przegrał przez poddanie kimurą w pierwszej rundzie.
27 marca 2021 roku na UFC 260 zmierzył się z Modestasem Bukauskasem. Wyrównany pojedynek zwyciężył przez niejednogłośną decyzję.
Podczas UFC 267 w dniu 30 października 2021 roku pokonał niepokonanego dotąd Szamila Gamzatowa przez techniczny nokaut w pierwszej rundzie. Po lewym podbródkowym i ciosach w parterze walka została przerwana.
W kolejnym pojedynku, podczas UFC 272 stoczył walkę z Dustinem Jacoby. Przegrał starcie jednogłośną decyzją sędziów.

#### Zejście do wagi średniej
Pod koniec kwietnia 2021 roku ogłosił za pomocą mediów społecznościowych, że wraz z bratem zmienili klub na poznański Ankos MMA, gdzie będą trenowali pod batutą Andrzeja Kościelskiego. Kilka dni później w wywiadzie dla mmabnb.pl, zawodnik w rozmowie potwierdził, że po raz pierwszy od czasu swojego debiutu w MMA powróci do dywizji do 84 kilogramów.
6 sierpnia 2022 podczas UFC Fight Night: Santos vs. Hill powrócił do oktagonu UFC na pojedynek z uczestnikiem 16 sezonu The Ultimate Fightera, Samem Alveyem, dla którego była to ostatnia walka w obecnym kontrakcie z UFC. Oleksiejczuk udanie powrócił do kategorii średniej nokautując rywala niecałych po dwóch minutach walki.
17 grudnia 2022 na UFC Fight Night 217 miał zmierzyć się z Albiertem Durajewem, zastępując kontuzjowanego Bruno Silvę. Ponad dwa tygodnie przed walką Nolan King, dziennikarz serwisu MMA Junkie poinformował, że Rosjanin wypadł z tego pojedynku. Nowym rywalem Oleksiejczuka został Cody Brundage. Oleksiejczuk zwyciężył przez nokaut w pierwszej rundzie. Zwycięstwo przyniosło mu drugi w UFC bonus za najlepszy występ wieczoru.
29 kwietnia 2023 zmierzył się z Brazylijczykiem, Caio Borralho. Pojedynek odbył się podczas drugiej walki wieczoru gali UFC Fight Night: Song vs. Simón w Las Vegas. Przegrał przez poddanie (duszenie zza pleców) w drugiej rundzie.
26 sierpnia 2023 na gali UFC on ESPN: Holloway vs. The Korean Zombie w Singapurze stoczył walkę z Amerykaninem, Chidim Njokuanim. Wygrał ten pojedynek przez techniczny nokaut w pierwszej rundzie. Za swój występ został po raz kolejny nagrodzony bonusem w kategorii występ wieczoru.
Pierwszy pojedynek w 2024 roku stoczył z Michelem Pereirą, dnia 9 marca podczas wydarzenia UFC 299. Po zaledwie jednej minucie walki został technicznie poddany duszeniem zza pleców po przyjęciu kopnięć i uderzeń na korpus.
Prawie trzy miesiące później, podczas gali UFC 302 w Newark zawalczył z Kevinem Hollandem. Pomimo znokdaunowania rywala ponownie przegrał przez poddanie w pierwszej rundzie.
18 lipca 2024 za pomocą mediów społecznościowych poinformował, że podpisał kontrakt na kolejną walkę. Dwa dni później UFC ogłosiło fanom pojedynek Michała Oleksiejczuka z Szarabutdinem Magomiedowem, do którego doszło 3 sierpnia 2024 na gali UFC Fight Night: Nurmagomedov vs. Sandhagen w Abu Zabi. Starcie miało status tzw. Co-Main Eventu (druga walka wieczoru gali). Oleksiejczuk przegrał jednogłośnie na kartach punktowych w stosunku 2 x 30-27 oraz 29-28 na korzyść Rosjanina. Oleksiejczuk mimo porażki został wyróżniony przez UFC bonusem za walkę wieczoru.
Podczas gali UFC 314, która odbyła się 12 kwietnia 2025 w Miami, skrzyżwał rękawice z Sedriquesem Dumasem. Do tej walki przygotowywał się w Brazylii, w klubie Fighting Nerds, gdzie trenował między innymi z dawnym rywalem Caio Borralho. Oleksiejczuk w pierwszej rundzie zwyciężył przez techniczny nokaut, rozbijając Amerykanina ciosami i łokciami w parterze. 
Na początku czerwca 2025 roku, podpisał kolejny kontrakt z UFC na aż 5 walk. W tym samym miesiącu ogłoszono, że 16 sierpnia 2025 na gali UFC 319 w Chicago zawalczy z Geraldem Meerschaertem. Oleksiejczuk ponownie zwyciężył przez techniczny nokaut w pierwszej rundzie, rozbijając kolejnego Amerykanina uderzeniami w parterze. 

## Osiągnięcia[54]

### Mieszane sztuki walki
Amatorskie
- Amatorska Liga MMA
  - I miejsce w kat. do 87 kg na ALMMA w klasyfikacji ogólnej
  - II miejsce w kat. do 96 kg

Zawodowe
- Ultimate Fighting Championship
  - Bonus za walkę wieczoru (raz) vs. Szarabutdin Magomiedow (2024)[47]
  - Bonus za występ wieczoru (trzy razy) vs. Gian Villante (2019)[13], Cody Brundage (2022)[33], Chidi Njokuani (2023)[39]

- Wenglorz Fight Cup
  - 2015: Wenglorz Fight Cup – zwycięzca turnieju w wadze półciężkiej
- Thunderstrike Fight League
  - 2016-2017: Mistrz TFL w wadze półciężkiej[4]

## Lista zawodowych walk MMA
| Wynik     | Bilans   | Przeciwnik (bilans przed walką) | Rozstrzygnięcie                                 | Runda | Czas | Rozgrywki                                       | Data       | Miejsce            | Uwagi |
| --------- | -------- | ------------------------------- | ----------------------------------------------- | ----- | ---- | ----------------------------------------------- | ---------- | ------------------ | --- |
| Wygrana   | 21-9 (1) | Gerald Meerschaert (37-19)      | TKO (ciosy pięściami w parterze)                | 1     | 3:03 | UFC 319                                         | 16.08.2025 | Chicago            | |
| Wygrana   | 20-9 (1) | Sedriques Dumas (10-2)          | TKO (ciosy pięściami i łokcie w parterze)       | 1     | 2:49 | UFC 314                                         | 12.04.2025 | Miami              | |
| Przegrana | 19-9 (1) | Szarabutdin Magomiedow (13-0)   | Decyzja (jednogłośna)                           | 3     | 5:00 | UFC Fight Night: Nurmagomedov vs. Sandhagen     | 03.08.2024 | Abu Zabi           | Bonus za walkę wieczoru. Co-Main Event. |
| Przegrana | 19-8 (1) | Kevin Holland (25-11)           | Poddanie (dźwignia prosta na staw łokciowy)     | 1     | 1:34 | UFC 302                                         | 01.06.2024 | Newark             | |
| Przegrana | 19-7 (1) | Michel Pereira (29-11. 2 NC)    | Techniczne poddanie (duszenie zza pleców)       | 1     | 1:01 | UFC 299                                         | 09.03.2024 | Miami              | |
| Wygrana   | 19-6 (1) | Chidi Njokuani (22-9)           | TKO (ciosy pięściami w parterze)                | 1     | 4:16 | UFC Fight Night: Holloway vs. The Korean Zombie | 26.08.2023 | Kallang            | Bonus za występ wieczoru. |
| Przegrana | 18-6 (1) | Caio Borralho (13-1)            | Poddanie (duszenie zza pleców)                  | 2     | 2:49 | UFC Fight Night: Song vs. Simón                 | 29.04.2023 | Las Vegas          | Co-Main Event |
| Wygrana   | 18-5 (1) | Cody Brundage (8-2)             | KO (ciosy pięściami w parterze)                 | 1     | 3:16 | UFC Fight Night: Cannonier vs. Strickland       | 17.12.2022 | Las Vegas          | Bonus za występ wieczoru. |
| Wygrana   | 17-5 (1) | Sam Alvey (33-17-1)             | KO (lewy cross)                                 | 1     | 1:56 | UFC Fight Night: Santos vs. Hill                | 06.08.2022 | Las Vegas          | Powrót do wagi średniej. |
| Przegrana | 16-5 (1) | Dustin Jacoby (16-5-1)          | Decyzja (jednogłośna)                           | 3     | 5:00 | UFC 272                                         | 05.03.2022 | Las Vegas          | |
| Wygrana   | 16-4 (1) | Szamil Gamzatow (14-0)          | TKO (ciosy pięściami)                           | 1     | 3:31 | UFC 267                                         | 30.10.2021 | Abu Zabi           | |
| Wygrana   | 15-4 (1) | Modestas Bukauskas (11-3)       | Decyzja (niejednogłośna)                        | 3     | 5:00 | UFC 260                                         | 27.03.2021 | Las Vegas          | |
| Przegrana | 14-4 (1) | Jimmy Crute (10-1)              | Poddanie (kimura)                               | 1     | 3:29 | UFC on ESPN+ 26: Felder vs. Hooker              | 22.02.2020 | Auckland           | Co-Main Event |
| Przegrana | 14-3 (1) | Ovince Saint Preux (23-13)      | Poddanie (duszenie barkiem z pozycji bocznej)   | 2     | 2:14 | UFC on ESPN+ 18: Hermansson vs. Cannonier       | 28.09.2019 | Kopenhaga          | |
| Wygrana   | 14-2 (1) | Gadżymurad Antigułow (20-5)     | KO (ciosy pięściami)                            | 1     | 0:44 | UFC on ESPN+ 7: Olejnik vs. Overeem             | 20.04.2019 | Petersburg         | |
| Wygrana   | 13-2 (1) | Gian Villante (17-10)           | KO (cios na wątrobę)                            | 1     | 1:34 | UFC on ESPN+ 3: Błachowicz vs. Santos           | 23.02.2019 | Praga              | Bonus za występ wieczoru. |
| Nieodbyta | 12-2 (1) | Khalil Rountree (6-2)           | No contest (zmiana werdyktu przez organizatora) | 3     | 5:00 | UFC 219                                         | 30.12.2017 | Las Vegas          | Debiut w UFC. Początkowo zwycięstwo Oleksiejczuka przez jednogłośną decyzję sędziów. Po pozytywnym wyniku testów dopingowych został zawieszony, a pojedynek uznany za nieodbyty. |
| Wygrana   | 12-2     | Riccardo Nosiglia (5-0)         | KO (ciosy pięściami w parterze)                 | 1     | 1:40 | FEN 17: Baltic Storm                            | 12.05.2017 | Gdynia             | Bonus za walkę wieczoru. |
| Wygrana   | 11-2     | Charles Andrade (31-33)         | KO (cios na wątrobe)                            | 1     | 1:41 | TFL 11: Slava Republic 2                        | 01.04.2017 | Kraśnik            | Obronił pas mistrzowski TFL w wadze półciężkiej. |
| Wygrana   | 10-2     | Łukasz Klinger (7-3)            | TKO (ciosy pięściami)                           | 1     | 2:04 | TFL 10: Oleksiejczuk vs. Klinger                | 19.11.2016 | Lublin             | Obronił pas mistrzowski TFL w wadze półciężkiej. |
| Wygrana   | 9-2      | Wojciech Janusz (4-1)           | Decyzja (jednogłośna)                           | 3     | 5:00 | FEN 12: Feel The Force                          | 20.05.2016 | Wrocław            | Debiut w FEN. |
| Wygrana   | 8-2      | Łukasz Borowski (3-5)           | Poddanie (duszenie zza pleców)                  | 2     | 3:39 | TFL 8: Title Show                               | 16.01.2016 | Lublin             | Zdobył pas mistrzowski TFL w wadze półciężkiej. |
| Wygrana   | 7-2      | Michal Dobias (1-1)             | TKO (kopnięcie na wątrobę)                      | 1     | ?    | Wenglorz Fight Cup 6                            | 26.09.2015 | Lidzbark Warmiński | Finał turnieju Wenglorz Fight Cup 6. Limit umowny -90 kg. |
| Wygrana   | 6-2      | Andrejs Zozuļa (13-17)          | TKO (ciosy pięściami w parterze)                | 2     | ?    | Wenglorz Fight Cup 6                            | 26.09.2015 | Lidzbark Warmiński | Półfinał turnieju Wenglorz Fight Cup 6. Limit umowny -90 kg. |
| Wygrana   | 5-2      | Tomasz Janiszewski (5-4)        | TKO (ciosy pięściami)                           | 2     | 4:38 | TFL 7 / PLMMA 55: Oleksiejczuk vs. Janiszewski  | 02.05.2015 | Kraśnik            | Main Event |
| Wygrana   | 4-2      | Seweryn Kirschhiebel (1-1)      | TKO (ciosy pięściami w parterze)                | 2     | 2:25 | TFL 6 / PLMMA 46: Bieniek vs. Szulakowski       | 24.01.2015 | Lublin             | |
| Przegrana | 3-2      | Marcin Wójcik (4-4)             | TKO (ciosy pięściami)                           | 1     | 2:12 | PLMMA 44                                        | 21.11.2014 | Bieżuń             | Przejście do wagi półciężkiej. |
| Wygrana   | 3-1      | Norbert Piskorski (2-5)         | TKO (kontuzja nogi)                             | 1     | 4:15 | TFL 5 / PLMMA 36: Extra                         | 20.06.2014 | Lublin             | Limit umowny -96 kg. |
| Przegrana | 2-1      | Jan Kwiatoń (2-1)               | Poddanie (duszenie trójkątne nogami)            | 1     | 1:53 | TFL 4: Łęczna vs. Reszta Polski                 | 17.05.2014 | Łęczna             | Debiut w TFL. Limit umowny -90 kg. |
| Wygrana   | 2-0      | Mateusz Gola (1-0)              | Decyzja (jednogłośna)                           | 3     | 5:00 | Tymex Boxing Night                              | 08.02.2014 | Pionki             | Limit umowny -90 kg. |
| Wygrana   | 1-0      | Rajmund Flejmer (0-0)           | Decyzja (jednogłośna)                           | 2     | 5:00 | Vale Tudo Cup                                   | 11.01.2014 | Puławy             | Debiut w wadze średniej. |

## Życie prywatne
Jest starszym bratem Cezarego Oleksiejczuka, który także jest zawodnikiem MMA.